# 海因里希二世 (拿騷)
下標文字海因里希二世（德語：Heinrich II. von Nassau，約1180年—1247/48/49年），拿騷伯爵，瓦爾拉姆一世的長子，1198年至1247/48年在位。

## 家庭
1215年，海因里希與海爾德的瑪蒂爾德結婚，兩人共有四個兒子：
1. 瓦爾拉姆（約1220年—1276年）
2. 奧托一世（？年—1289/90年）
3. 格哈德（英语：Gerhard of Nassau）（？年—約1313年）
4. 揚一世（英语：John I, Bishop-Elect of Utrecht）（？年—1309年）